# Birgit Boline Erfurt
Birgit Boline Erfurt (født 26. juli 1943[kilde mangler]) er en dansk sangerinde og kunstmaler.
Bolines malerier er kendetegnet ved deres surrealistiske snit, og meget poetiske temaer.
I 1984 og 1985 lavede hun omslagstegning til to kriminalromaner af Franz Beckerlee.
Musikalsk har Boline hovedsageligt markeret sig i et samarbejde med hendes tidligere samlever Claus Clement Pedersen, bedre kendt som TømrerClaus, der har medvirket på alle indspilninger.
TømrerClaus var også en del af Boline Band, der bl.a. talte den tidligere Alrune Rod trommeslager Karsten Høst, Ib Tranø og skuespilleren og instruktøren Helle Ryslinge.
I dag er Boline ikke længere musikalsk aktiv, men har helt helliget sig maleriet. Blandt de mange steder hun har udstillet kan bl.a. nævnes:
- Göteborg Kunsthalle (1977).
- Galerie Passepartout (1979)
- Loft Art Center, New York City (1983).
- L´art Jalon, Paris (1984).
- Café Chips, København (1995).

## Diskografi
- Punk Them Into Shit (single) 1979.
- Ramblers Destination (single) 1979.
- Alvorlig Leg Med Beton (single) 1979.
- Boline Band: Boline (lp) 1982.
- Boline & TC: La Dot (cd) 1993.

## Ekstern henvisning
Link: http://www.mgnet.dk/boline Arkiveret 9. oktober 2007 hos  Wayback Machine